# Francesc Llobet i Serra
Francesc Llobet i Serra (Sabadell, 5 de desembre de 1940 - Benidorm, 14 de maig de 2015) va ser un jugador de bàsquet català.
Va començant a jugar a bàsquet la temporada 1954-55 a l'Orillo Verde, de la seva ciutat natal, Sabadell, arribant a ser jugador del primer equip a la 59-60, amb Fernando Font com a entrenador. Aquella temporada van ser tercers al campionat de lliga, i a l'any següent van quedar sub-campions, sent Llobet el màxim anotador de la competició. Després que el patrocinador Manufactures Carol dissolgués l'equip, Llobet i Julià, juntament amb els germans Martínez, Alfonso i Josep Lluis, que provenien de la desapareguda secció del FC Barcelona, van passar a ingressar al Joventut de Badalona la temporada 1961-62, sent subcampions de lliga. Després d'un any a la Penya es retiraria de la pràctica activa del bàsquet a causa de la tremenda desil·lusió que li va suposar el fet de no poder acudir a l'Eurobasket de 1961 perquè no va obtenir un permís militar, permís que sí havien concedit a un jugador madrileny.
Va ser internacional tres vegades amb la selecció espanyola, sent el primer jugador sabadellenc en ser internacional amb la selecció de bàsquet. El 30 de juny de 1968 la Federació Espanyola li va lliurar la Placa de Bronze per la seva condició d'internacional. Va morir a Benidorm l'any 2015 als 74 anys, després d'una llarga malaltia.